# Eleições europeias de 2024 (Itália)
As eleições europeias de 2024 na Itália foram realizadas a 8 e a 9 de junho e serviram para eleger os 76 deputados nacionais para o Parlamento Europeu durante as eleições europeias. Estas eleições foram realizadas que as eleições autárquicas marcadas para os mesmos dias.
Os Irmãos de Itália, partido nacionalista liderado pela primeira-ministra Giorgia Meloni, venceu as eleições com mais de 28% e elegendo 24 deputados. Este é um resultado histórico para o partido ao significar a primeira vitória de sempre em eleições europeias.
O Partido Democrático, principal partido de oposição, teve um resultado ligeiramente superior ao de 2019, conseguindo pouco mais de 24%.
Os grandes derrotados da noite foram a Liga Norte, que teve uma perda enorme de votos ao passar de 34% em 2019 para pouco mais de 8%, e o Movimento 5 Estrelas, que perdeu 7 pontos percentuais em relação às eleições de 2019.

## Representação parlamentar 2019-2024
A tabela mostra os deputados de acordo com a última informação do Parlamento Europeu:
| Partido Nacional | Partido Nacional                | Deputados | Grupo Parlamentar                        | Grupo Parlamentar                                      |
| ---------------- | ------------------------------- | --------- | ---------------------------------------- | ------------------------------------------------------ |
|                  | Liga Norte                      | 23 / 76   |                                          | Identidade e Democracia (22)                           |
|                  | Liga Norte                      | 23 / 76   | Reformistas e Conservadores Europeus (1) |                                                        |
|                  | Partido Democrático             | 15 / 76   |                                          | Aliança Progressista dos Socialistas e Democratas (14) |
|                  | Partido Democrático             | 15 / 76   | Não inscritos (1)                        |                                                        |
|                  | Força Itália                    | 11 / 76   |                                          | Grupo do Partido Popular Europeu                       |
|                  | Irmãos de Itália                | 10 / 76   |                                          | Reformistas e Conservadores Europeus (9)               |
|                  | Irmãos de Itália                | 10 / 76   | Não inscritos (1)                        |                                                        |
|                  | Movimento 5 Estrelas            | 5 / 76    |                                          | Não inscritos                                          |
|                  | Ação                            | 2 / 76    |                                          | Renovar a Europa                                       |
|                  | Aliança Verde-Esquerda          | 2 / 76    |                                          | Não inscritos (1)                                      |
|                  | Aliança Verde-Esquerda          | 2 / 76    | Verdes/Aliança Livre Europeia (1)        |                                                        |
|                  | Partido Popular Sul Tirolês     | 1 / 76    |                                          | Grupo do Partido Popular Europeu                       |
|                  | Democracia Cristã Sícila        | 1 / 76    |                                          | Não inscritos                                          |
|                  | Italia Viva                     | 1 / 76    |                                          | Renovar a Europa                                       |
|                  | Movimento 24 de Agosto          | 1 / 76    |                                          | Verdes/Aliança Livre Europeia                          |
|                  | Dino Giarrusso (Independente)   | 1 / 76    |                                          | Não inscritos                                          |
|                  | Giuliano Pisapia (Independente) | 1 / 76    |                                          | Aliança Progressista dos Socialistas e Democratas      |
|                  | Ignazio Corrao (Independente)   | 1 / 76    |                                          | Verdes/Aliança Livre Europeia                          |
|                  | Marco Zullo (Independente)      | 1 / 76    |                                          | Renovar a Europa                                       |

| Grupo Parlamentar | Grupo Parlamentar                                 | Deputados |
| ----------------- | ------------------------------------------------- | --------- |
|                   | Identidade e Democracia                           | 22 / 76   |
|                   | Aliança Progressista dos Socialistas e Democratas | 15 / 76   |
|                   | Grupo do Partido Popular Europeu                  | 12 / 76   |
|                   | Reformistas e Conservadores Europeus              | 10 / 76   |
|                   | Não inscritos                                     | 10 / 76   |
|                   | Renovar a Europa                                  | 4 / 76    |
|                   | Verdes/Aliança Livre Europeia                     | 3 / 76    |

## Resultados Oficiais
Resultados provisórios - 99,88% dos votos contados
| Partido                 | Partido                              | Votos                            | %                                | +/-                              | Deputados                        | +/-                              |
| ----------------------- | ------------------------------------ | -------------------------------- | -------------------------------- | -------------------------------- | -------------------------------- | -------------------------------- |
|                         | Irmãos de Itália                     | 6 724 377                        | 28,76 / 100,00                   | 22,32                            | 24 / 76                          | 19                               |
|                         | Partido Democrático                  | 5 636 909                        | 24,11 / 100,00                   | 1,31                             | 21 / 76                          | 2                                |
|                         | Movimento 5 Estrelas                 | 2 332 916                        | 9,98 / 100,00                    | 7,08                             | 8 / 76                           | 6                                |
|                         | Força Itália                         | 2 243 147                        | 9,59 / 100,00                    | 0,81                             | 8 / 76                           | 2                                |
|                         | Liga Norte                           | 2 099 212                        | 8,98 / 100,00                    | 25,28                            | 8 / 76                           | 20                               |
|                         | Aliança Verde-Esquerda               | 1 584 421                        | 6,78 / 100,00                    | 2,71                             | 6 / 76                           | 6                                |
|                         | Estados Unidos da Europa (IV-+E-PSI) | 882 346                          | 3,77 / 100,00                    | Novo                             | 0 / 76                           | Novo                             |
|                         | Ação                                 | 784 159                          | 3,35 / 100,00                    | Novo                             | 0 / 76                           | Novo                             |
|                         | Paz Terra Dignidade                  | 516 782                          | 2,21 / 100,00                    | Novo                             | 0 / 76                           | Novo                             |
|                         | Liberdade                            | 285 597                          | 1,22 / 100,00                    | Novo                             | 0 / 76                           | Novo                             |
|                         | Partido Popular Sul Tirolês          | 120 879                          | 0,52 / 100,00                    | 0,01                             | 1 / 76                           | Estável                          |
|                         | Outros                               | 171 280                          | 0,73 / 100,00                    |                                  | 0 / 76                           |                                  |
| Votos Inválidos         |                                      |                                  |                                  |                                  |                                  |                                  |
| Total                   | Total                                | 23 382 025                       | 100,00 / 100,00                  |                                  | 76 / 76                          | 3                                |
| Eleitorado/Participação |                                      |                                  |                                  |                                  |                                  |                                  |
| Fonte                   | Fonte                                | Ministério do Interior de Itália | Ministério do Interior de Itália | Ministério do Interior de Itália | Ministério do Interior de Itália | Ministério do Interior de Itália |

## Representação parlamentar (2024-2029)

### Partidos nacionais
| Partido | Partido                     | Deputados | Grupo parlamentar | Grupo parlamentar                                 |
| ------- | --------------------------- | --------- | ----------------- | ------------------------------------------------- |
|         | Irmãos de Itália            | 24 / 76   |                   | Reformistas e Conservadores Europeus              |
|         | Partido Democrático         | 21 / 76   |                   | Aliança Progressista dos Socialistas e Democratas |
|         | Movimento 5 Estrelas        | 8 / 76    |                   | A Esquerda no Parlamento Europeu - GUE/NGL        |
|         | Força Itália                | 8 / 76    |                   | Grupo do Partido Popular Europeu                  |
|         | Liga Norte                  | 8 / 76    |                   | Patriotas pela Europa                             |
|         | Europa Verde                | 4 / 76    |                   | Verdes/Aliança Livre Europeia                     |
|         | Esquerda Italiana           | 2 / 76    |                   | A Esquerda no Parlamento Europeu - GUE/NGL        |
|         | Partido Popular Sul Tirolês | 1 / 76    |                   | Grupo do Partido Popular Europeu                  |

### Grupos parlamentares europeus
| Grupo parlamentar | Grupo parlamentar                                 | Deputados |
| ----------------- | ------------------------------------------------- | --------- |
|                   | Reformistas e Conservadores Europeus              | 24 / 76   |
|                   | Aliança Progressista dos Socialistas e Democratas | 21 / 76   |
|                   | A Esquerda no Parlamento Europeu - GUE/NGL        | 10 / 76   |
|                   | Grupo do Partido Popular Europeu                  | 9 / 76    |
|                   | Patriotas pela Europa                             | 8 / 76    |
|                   | Verdes/Aliança Livre Europeia                     | 4 / 76    |